# Collodes leptocheles
Collodes leptocheles är en kräftdjursart som beskrevs av M. J. Rathbun 1894. Collodes leptocheles ingår i släktet Collodes och familjen Inachoididae. Inga underarter finns listade i Catalogue of Life.